# New Zealand's Next Top Model (mùa 3)
New Zealand's Next Top Model, Mùa 3 là mùa thứ ba của New Zealand's Next Top Model. Chương trình bắt đầu phát sóng vào ngày 10 tháng 6 năm 2011. 14 thí sinh cạnh tranh với nhau để có khời đầu cho ngành người mẫu của mình. Tiêu đề của mùa này là "New Faces. New Season. New Attitude". Đây là mùa đầu tiên có truyền hình trực tiếp với phần trình diễn thời trang được đặt ở New Zealand Fashion Week.
Điểm đến quốc tế của mùa này là Abu Dhabi dành cho top 6.
Người chiến thắng của mùa này là Brigette Thomas, 21 tuổi từ Motueka. Cô giành được:
- Một hợp đồng người mẫu với 62 Models
- Lên ảnh bìa cùng với 8 trang biên tập cho tạp chí Cleo
- 1 hợp đồng với mỹ phẩm CoverGirl trong 1 năm
- 1 chuyến đi tới Paris & Luân Đôn để gặp quản lí của Next Model Management
- 1 chiếc Ford Fiesta

## Các thí sinh
(Tuổi tính từ ngày dự thi)
| Thí sinh             | Tuổi | Chiều cao               | Quê quán     | Bị loại ở | Hạng |
| -------------------- | ---- | ----------------------- | ------------ | --------- | ---- |
| Aminah Mohamed       | 23   | 1,72 m (5 ft 7+1⁄2 in)  | Christchurch | Tập 2     | 14   |
| Holly Reid           | 18   | 1,73 m (5 ft 8 in)      | Oamaru       | Tập 3     | 13   |
| Yanna Hampe          | 16   | 1,77 m (5 ft 9+1⁄2 in)  | Auckland     | Tập 4     | 12   |
| Briana Allen         | 16   | 1,72 m (5 ft 7+1⁄2 in)  | Auckland     | Tập 5     | 11   |
| Amber Douglas        | 19   | 1,85 m (6 ft 1 in)      | Dunedin      | Tập 6     | 10   |
| Tyne Aitken          | 17   | 1,73 m (5 ft 8 in)      | Arrowtown    | Tập 7     | 9    |
| Arihana Taiaroa      | 19   | 1,72 m (5 ft 7+1⁄2 in)  | Dunedin      | Tập 8     | 8    |
| Aroha Newby          | 19   | 1,76 m (5 ft 9+1⁄2 in)  | Gisborne     | Tập 10    | 7    |
| Hillary Cross        | 17   | 1,71 m (5 ft 7+1⁄2 in)  | Gore         | Tập 10    | 6    |
| A.J. Moore           | 19   | 1,79 m (5 ft 10+1⁄2 in) | Auckland     | Tập 11    | 5    |
| Issy Thorpe          | 18   | 1,75 m (5 ft 9 in)      | Upper Hutt   | Tập 12    | 4    |
| Bianca Cutts-Karaman | 16   | 1,77 m (5 ft 9+1⁄2 in)  | Auckland     | Tập 13    | 3–2  |
| Rosanagh Wypych      | 17   | 1,75 m (5 ft 9 in)      | Napier       | Tập 13    | 3–2  |
| Brigette Thomas      | 21   | 1,78 m (5 ft 10 in)     | Motueka      | Tập 13    | 1    |

## Thứ tự gọi tên
| 1  | Brigette | Yanna    | Bianca   | Brigette | Aroha    | Tyne     | Rosanagh | Hillary  | Hillary  | A.J.     | Brigette | Rosanagh | Brigette        | Brigette        |  |  |
| 2  | Amber    | Tyne     | Brigette | A.J.     | Bianca   | Issy     | Arihana  | Aroha    | Rosanagh | Bianca   | Rosanagh | Brigette | Bianca Rosanagh | Bianca Rosanagh |  |  |
| 3  | Aroha    | Holly    | Rosanagh | Bianca   | Rosanagh | Arihana  | Bianca   | Brigette | A.J.     | Issy     | Issy     | Bianca   | Bianca Rosanagh | Bianca Rosanagh |  |  |
| 4  | Briana   | Aroha    | Yanna    | Rosanagh | A.J.     | Aroha    | Issy     | Rosanagh | Brigette | Brigette | Bianca   | Issy     |                 |                 |  |  |
| 5  | Yanna    | Arihana  | Aroha    | Issy     | Brigette | Brigette | A.J.     | Bianca   | Bianca   | Rosanagh | A.J.     |          |                 |                 |  |  |
| 6  | Arihana  | Issy     | Tyne     | Hillary  | Issy     | Rosanagh | Brigette | Issy     | Issy     | Hillary  |          |          |                 |                 |  |  |
| 7  | Bianca   | Hillary  | Hillary  | Aroha    | Tyne     | A.J.     | Hillary  | A.J.     | Aroha    |          |          |          |                 |                 |  |  |
| 8  | Rosanagh | Brigette | A.J.     | Arihana  | Hillary  | Hillary  | Aroha    | Arihana  |          |          |          |          |                 |                 |  |  |
| 9  | Aminah   | Amber    | Briana   | Tyne     | Amber    | Bianca   | Tyne     |          |          |          |          |          |                 |                 |  |  |
| 10 | Hillary  | Rosanagh | Arihana  | Briana   | Arihana  | Amber    |          |          |          |          |          |          |                 |                 |  |  |
| 11 | A.J.     | Bianca   | Amber    | Amber    | Briana   |          |          |          |          |          |          |          |                 |                 |  |  |
| 12 | Tyne     | A.J.     | Issy     | Yanna    |          |          |          |          |          |          |          |          |                 |                 |  |  |
| 13 | Issy     | Briana   | Holly    |          |          |          |          |          |          |          |          |          |                 |                 |  |  |
| 14 |          | Aminah   |          |          |          |          |          |          |          |          |          |          |                 |                 |  |  |

     Thí sinh bị loại
     Thí sinh bị loại trước phòng đánh giá
     Thí sinh không bị loại khi rơi vào cuối bảng
     Thí sinh chiến thắng cuộc thi
- Trong tập 1, từ nhóm các cô gái bán kết đã được giảm xuống còn 13 thí sinh chuyển sang cuộc thi chính. Tuy nhiên, lần gọi đầu tiên này không phản ánh phân thể hiện của họ trong tuần đầu tiên.
- Trong tập 2, Holly được Sara thêm vào cuộc thi.
- Tập 9 là tập ghi lại khoảnh khắc từ đầu cuộc thi.
- Việc loại trừ đầu tiên của tập 10 đã diễn ra tại sân bay cho chuyến bay đến Abu Dhabi. Các cô gái được gọi ra một cách ngẫu nhiên.
- Trong tập 13, sau buổi đánh giá đầu tiên, buổi trình diễn thời trang và buổi đánh giá cuối cùng của 3 cô gái được truyền hình trực tiếp.

### Buổi chụp hình
- Tập 1: Người dân bản xứ thời xưa của New Zealand (casting)
- Tập 2: Ảnh quảng cáo kem Magnum ở hồ bơi
- Tập 3: Phong cách thời trang năm 70 với những người mẫu chuyên nghiệp
- Tập 4: Áo tắm Rough với người mẫu nam Vinnie Woolston
- Tập 5: Ảnh bìa đĩa nhạc Mai FM Street Jams ở bãi xe phế liệu
- Tập 6: Tạo dáng trong trang phục cùng màu với xe Ford Fiesta
- Tập 7: Nữ thần với côn trùng và bò sát
- Tập 8: Ảnh trắng đen hoán đổi giới tính với Madeleine Sami
- Tập 10: Ảnh chuyển động cơ thể trong trang phục màu sáng
- Tập 11: Tạo dáng ở sa mạc
- Tập 12: Ảnh quảng cáo 3D cho Wella theo phong cách thập niên 1980
- Tập 13: Quảng cáo và ảnh quảng cáo cho mỹ phẩm CoverGirl Natureluxe Silk Foundation

### Diện mạo mới
- A.J.: Nhuộm màu sáng hơn, thêm highlight và mái ngố
- Amber: Nhuộm màu vàng sáng
- Aminah: Cắt ngắn 1 khúc và thêm highlight đỏ
- Arihana: Nhuộm màu đỏ rực
- Aroha: Tóc thẳng và thêm highlight
- Bianca: Tóc xoăn thẳng và thêm mái ngố
- Briana: Cắt ngắn tới vai, thêm highlight và tẩy lông mày
- Brigette: Cắt tầng và thêm highlight
- Hillary: Nhuộm màu nâu tối
- Holly: Tóc bob màu đỏ đậm
- Issy: Cạo 1 bên tóc
- Rosanagh: Cắt tầng và thêm highlight
- Tyne: Tóc crop vàng với mái vuốt 1 bên dài tới cằm
- Yanna: Tóc tém màu nâu tối